# Jeff Lisandro
Jeffrey Lisandro, meglio noto come Jeff (Perth, ...), è un giocatore di poker australiano di origini italiane.

## Biografia
Nato in Australia da genitori italiani, ha vissuto a Santa Barbara (Salerno) paese d'origine del padre stesso, dove Jeffrey si reca annualmente Ha iniziato la carriera pokeristica in Italia, per poi giocare nei vari circuiti europei e trasferirsi definitivamente negli Stati Uniti.
Disputa il primo tavolo finale di un evento WSOP nel 1997 (7º posto nel $3.000 Hold'em Pot Limit). Al 2010 Lisandro ha conquistato 5 braccialetti delle World Series of Poker.
Dopo le World Series of Poker 2009 diviene il primo giocatore ad aver vinto un titolo WSOP in tutte le tre discipline del Seven Card Stud: Stud High, Stud High-Low e Razz.
Condivide con Puggy Pearson, Phil Hellmuth, Ted Forrest e Phil Ivey il record di tre braccialetti vinti in una singola edizione WSOP.

## Braccialetti
| Anno       | Torneo                        | Premio   |
| ---------- | ----------------------------- | -------- |
| 2007       | $2.000 Seven Card Stud        | $118.426 |
| 2009       | $1,500 Seven Card Stud        | $124.959 |
| 2009       | $10.000 Seven Card Stud H/L-8 | $431.656 |
| 2009       | $2.500 Razz                   | $188.370 |
| WSOPE 2010 | £5.250 Pot-Limit Omaha        | £159.514 |